# Persone di cognome Mattei
| Questa pagina contiene informazioni ricavate automaticamente dalle voci biografiche con l'ausilio del template Bio e di un bot. L'aggiornamento è periodico e automatico e ricostruisce completamente la pagina. Se manca una persona in questa lista, sei pregato di non aggiungerla, ma accertati piuttosto che la sua voce biografica contenga il template Bio e che i dati anagrafici siano correttamente compilati. Se il template Bio manca, inseriscilo tu stesso o, in alternativa, metti l'avviso {{tmp\|Bio}} che ne segnala la mancanza. Se i dati riportati sono sbagliati, correggi direttamente la voce biografica; le modifiche saranno visibili in questa lista entro pochi giorni. Per chiarimenti vedi il progetto antroponimi. La lista contiene solo le 63 persone che sono citate nell'enciclopedia e per le quali è stato implementato correttamente il template Bio. Pagina aggiornata al 23 giu 2025. |

Questa è una lista di persone presenti nell'enciclopedia che hanno il cognome Mattei, suddivise per attività principale.

## Abati(1)
- Alessandro Mattei, abate e nobile italiano (Roma, n. 1574 - Roma, † 1630)

## Allenatori di calcio(1)
- Luca Mattei, allenatore di calcio e ex calciatore italiano (Livorno, n. 1964)

## Arbitri di calcio(1)
- Maurizio Mattei, arbitro di calcio italiano (Treia, n. 1942 - Civitanova Marche, † 2021)

## Architetti(1)
- Tommaso Mattei, architetto italiano (Roma, n. 1652 - Roma, † 1726)

## Attrici(1)
- Roberta Mattei, attrice italiana (Roma, n. 1983)

## Baritoni(1)
- Peter Mattei, baritono svedese (Piteå, n. 1965)

## Botanici(1)
- Giovanni Ettore Mattei, botanico italiano (Castelfranco Emilia, n. 1865 - Sciara, † 1943)

## Calciatori(4)
- Aldo Mattei, calciatore italiano (Roma, n. 1913 - Roma, † 1961)
- Attilio Mattei, calciatore italiano (Roma, n. 1902 - Roma, † 1975)
- Augusto Mattei, calciatore italiano (Roma, n. 1910 - Roma, † 1974)
- Clemente Mattei, calciatore italiano (Roma, n. 1939 - Roma, † 2024)

## Cantanti(1)
- Mara Sattei, cantante italiana (Fiumicino, n. 1995)

## Cardinali(6)
- Alessandro Mattei, cardinale, arcivescovo cattolico e nobile italiano (Roma, n. 1744 - Roma, † 1820)
- Girolamo Mattei, cardinale, nobile e collezionista d'arte italiano (Roma, n. 1547 - Roma, † 1603)
- Lorenzo Girolamo Mattei, cardinale, patriarca cattolico e nobile italiano (Roma, n. 1748 - Roma, † 1833)
- Luigi Mattei, cardinale e nobile italiano (Roma, n. 1702 - Roma, † 1758)
- Mario Mattei, cardinale e vescovo cattolico italiano (Pergola, n. 1792 - Roma, † 1870)
- Orazio Mattei, cardinale e arcivescovo cattolico italiano (Roma, n. 1622 - Roma, † 1688)

## Chimici(1)
- Gianfranco Mattei, chimico e partigiano italiano (Milano, n. 1916 - Roma, † 1944)

## Compositori(2)
- Tito Mattei, compositore, pianista e direttore d'orchestra italiano (Campobasso, n. 1839 - Londra, † 1914)
- Zenone Mattei, compositore italiano (Amelia, n. 1859 - Amelia, † 1900)

## Criminali(1)
- Alessandro Mattei, criminale e nobile italiano (Roma - Pereto, † 1580)

## Cuochi(1)
- Antonio Mattei, pasticciere italiano (Prato, n. 1820 - Prato, † 1885)

## Francescani(1)
- Stanislao Mattei, francescano e compositore italiano (Bologna, n. 1750 - Bologna, † 1825)

## Generali(2)
- Luigi Mattei, generale, nobile e diplomatico italiano (Roma, n. 1609 - Roma, † 1665)
- Muzio Mattei, generale italiano (Roma - Candia, † 1668)

## Giornaliste(1)
- Maria Concetta Mattei, giornalista e conduttrice televisiva italiana (Trento, n. 1957)

## Giornalisti(2)
- Enrico Mattei, giornalista italiano (Roma, n. 1902 - Roma, † 1987)
- Gregorio Mattei, giornalista e politico italiano (Montepaone, n. 1761 - Napoli, † 1799)

## Giuristi(2)
- Antonio Mattei, giurista e politico italiano (Roma)
- Ugo Mattei, giurista italiano (Torino, n. 1961)

## Imprenditori(2)
- Enea Mattei, imprenditore, ingegnere e filantropo italiano (Morbegno, n. 1887 - Milano, † 1955)
- Enrico Mattei, imprenditore, partigiano e politico italiano (Acqualagna, n. 1906 - Bascapè, † 1962)

## Latinisti(1)
- Paul Mattei, latinista, filologo classico e traduttore francese (Marsiglia, n. 1953)

## Letterati(1)
- Saverio Mattei, letterato, musicista e avvocato italiano (Montepaone, n. 1742 - Napoli, † 1795)

## Magistrati(1)
- Fabio Mattei, magistrato, giurista e funzionario italiano (Roma, n. 1968)

## Militari(2)
- Antoine Mattei, militare francese (Scolca, n. 1917 - Marsiglia, † 1981)
- Michele Mattei, militare italiano (Cerreto Sannita, n. 1915 - Sidi Omar, † 1941)

## Nobili(9)
- Asdrubale Mattei, nobile e collezionista d'arte italiano (Roma, n. 1556 - Roma, † 1638)
- Ciriaco Mattei, nobile e collezionista d'arte italiano (Roma, n. 1545 - Roma, † 1614)
- Fabio Mattei, nobile, imprenditore e politico italiano (Roma, n. 1548 - Roma, † 1608)
- Girolamo Mattei, I duca di Giove, nobile e politico italiano (Roma, n. 1606 - Roma, † 1676)
- Ludovico I Mattei, nobile, imprenditore e politico italiano (Roma - Roma)
- Ludovico II Mattei, nobile e politico italiano (Roma - Roma, † 1580)
- Muzio Mattei, nobile e politico italiano (Roma, n. 1544 - Roma, † 1619)
- Paolo Mattei, nobile, presbitero e funzionario italiano (Roma, n. 1591 - Giove, † 1638)
- Pietro Antonio Mattei, nobile, imprenditore e politico italiano (Roma - Roma, † 1528)

## Pallavolisti(1)
- Andrea Mattei, pallavolista italiano (Marino, n. 1993)

## Partigiane(1)
- Teresa Mattei, partigiana, politica e pedagogista italiana (Genova, n. 1921 - Usigliano, † 2013)

## Patriarchi cattolici(2)
- Francesco Mattei, patriarca cattolico e nobile italiano (Roma, n. 1709 - Roma, † 1794)
- Michelangelo Mattei, patriarca cattolico e nobile italiano (Roma, n. 1628 - Roma, † 1699)

## Patrioti(1)
- Antonio Mattei, patriota e politico italiano (Treviso, n. 1840 - Treviso, † 1883)

## Pittori(1)
- Pasquale Mattej, pittore, disegnatore e archeologo italiano (Formia, n. 1813 - Napoli, † 1879)

## Poeti(1)
- Loreto Mattei, poeta e storico italiano (Rieti, n. 1622 - Rieti, † 1705)

## Politici(3)
- Cesare Mattei, politico e letterato italiano (Bologna, n. 1809 - Grizzana Morandi, † 1896)
- Fabrizio Mattei, politico italiano (Prato, n. 1952)
- Giacomo Mattei, politico italiano (Barbara, n. 1813 - Pesaro, † 1886)

## Produttori cinematografici(1)
- Maurizio Mattei, produttore cinematografico italiano (Roma)

## Rapper(1)
- Thasup, rapper e produttore discografico italiano (Fiumicino, n. 2001)

## Registi(1)
- Bruno Mattei, regista, sceneggiatore e montatore italiano (Roma, n. 1931 - Roma, † 2007)

## Storici(1)
- Roberto de Mattei, storico italiano (Roma, n. 1948)

## Vescovi cattolici(1)
- Orazio Mattei, vescovo cattolico, diplomatico e nobile italiano (Roma, n. 1574 - Napoli, † 1622)

## Senza attività specificata(1)
- Caterina Mattei, monaca cristiana italiana (Racconigi, n. 1486 - Caramagna, † 1547)